# Roetlijster
De roetlijster (Turdus nigrescens) is een zangvogel uit de familie lijsters (Turdidae).

## Verspreiding en leefgebied
Deze soort komt voor in Costa Rica en Panama.